# برنارد غيرميسهاوزن
برنارد غيرميسهاوزن (Bernhard Germeshausen) هو لاعب أولمبي لرياضة زلاجة جماعية من ألمانيا الشرقية. شارك في الأولمبياد الشتوي في 1976–1980، وفاز بما مجموعه 4 ميداليات.

## الميداليات
| ذهب | فضة | برونز | المجموع |
| 3   | 1   | 0     | 4       |

## روابط خارجية
- برنارد غيرميسهاوزن على موقع أوليمبيديا (الإنجليزية)